# Iodobenzen
Iodobenzen là một hợp chất hữu cơ iod bao gồm một vòng benzen được thay thế bằng một nguyên tử iod. Nó được sử dụng như một chất trung gian trong tổng hợp hữu cơ. Đây là một chất lỏng không màu dễ bay hơi, mặc dù các mẫu lâu ngày có màu hơi vàng.

## Điều chế
Dù iodobenzen có bán trên thị trường, hợp chất này có thể được điều chế trong phòng thí nghiệm từ anilin thông qua phản ứng Sandmeyer. Ở bước đầu tiên, nhóm chức amin được diazo hóa bằng acid chlorohydride và natri nitrit. Sau đó, kali iodide được thêm vào phenyldiazonium chloride, tạo ra khí nitơ. Sản phẩm được tách bằng phương pháp chưng cất hơi nước:
Ngoài ra, iodobenzen cũng có thể được sản xuất bằng phản ứng của iod và acid nitric với benzen.

## Phản ứng
Vì liên kết C–I yếu hơn C–Br hoặc C–Cl nên iodobenzen phản ứng mạnh hơn bromobenzen hoặc chlorrobenzen. Iodobenzen phản ứng dễ dàng với magnesium để tạo thành thuốc thử Grignard, phenylmagnesium iodide. Phenylmagnesium iodide, giống như bromide, là một chất dùng để tổng hợp phenyl anion synthon. Iodobenzen phản ứng với chlor để tạo ra phức iodobenzen dichloride, được sử dụng làm nguồn chlor rắn.
Iodobenzen cũng có thể dùng cho phản ứng Sonogashira, phản ứng Heck và các phản ứng với kim loại khác. Các phản ứng này diễn ra bằng cách oxy hóa iodobenzen.